# 1917
| [ Edytuj tabelę ]                                                | |
| Polska                                                           | - 1915 Generalne Gubernatorstwo Warszawskie 1918 - 1917 Tymczasowa Rada Stanu 1917 - 1917 Komisja Przejściowa 1917 - 1917 Rada Regencyjna 1918                                                       |
| Rada Regencyjna Królestwa Polskiego                              | - 1917 Aleksander Kakowski, Zdzisław Lubomirski, Józef Ostrowski 1918 |
| Premier Polski                                                   | - 1917 Jan Kucharzewski 1918 |
| Generał-gubernator warszawski                                    | - 1915 Hans Hartwig von Beseler 1918 |
| Król Polski (tytularny)                                          | - 1894 Mikołaj II Romanow 1917 |
| Król Afganistanu                                                 | - 1901 Habibullah Chan 1919 |
| Współksiążęta Andory                                             | - 1907 Joan Baptista Benlloch i Vivó 1919 - 1913 Raymond Poincaré 1920 |
| Prezydent Argentyny                                              | - 1916 Hipólito Yrigoyen 1922 |
| Premier Australii                                                | - 1915 Billy Hughes 1923 |
| Cesarz Austrii                                                   | - 1916 Karol I Habsburg 1918 |
| Król Bawarii                                                     | - 1913 Ludwik III 1918 |
| Król Belgów                                                      | - 1909 Albert I 1934 |
| Premier Belgii                                                   | - 1911 Charles de Broqueville 1918 |
| Król Bhutanu                                                     | - 1907 Ugyen Wangchuck 1926 |
| Prezydent Boliwii                                                | - 1913 Ismael Montes 1917 - 1917 José Gutiérrez Guerra 1920 |
| Prezydent Brazylii                                               | - 1914 Venceslau Brás 1918 |
| Sułtan Brunei                                                    | - 1906 Muhammad Jamalul Alam II 1924 |
| Car Bułgarii                                                     | - 1887 Ferdynand I Koburg 1918 |
| Premier Bułgarii                                                 | - 1913 Wasił Radosławow 1918 |
| Prezydent Chile                                                  | - 1915 Juan Luis Sanfuentes 1920 |
| Cesarz Chin                                                      | - 1917 Puyi 1917 |
| Prezydent Chin                                                   | - 1916 Li Yuanhong 1917 - 1917 Feng Guozhang 1918 |
| Król Czarnogóry                                                  | - 1910 Mikołaj I Petrowić-Niegosz 1918 |
| Premier Czarnogóry                                               | - 1916 Andrija Radović 1917 - 1917 Milo Matanović 1917 - 1917 Evgenije Popović 1918 |
| Król Czech                                                       | - 1916 Karol I Habsburg 1918 |
| Król Danii                                                       | - 1912 Chrystian X 1947 |
| Premier Danii                                                    | - 1913 Carl Theodor Zahle 1920 |
| Dalajlama                                                        | - 1878 Thubten Gjaco 1933 |
| Władca Egiptu                                                    | - 1914 Husajn Kamil 1917 - 1917 Fu’ad I 1936 |
| Premier Egiptu                                                   | - 1914 Husajn Ruszdi Pasza 1919 |
| Prezydent Ekwadoru                                               | - 1916 Alfredo Baquerizo 1920 |
| Cesarz Etiopii                                                   | - 1916 Zeuditu (cesarzowa) 1930 |
| Premier Etiopii                                                  | - 1909 Habte Gijorgis 1927 |
| Premier Finlandii                                                | - 1917 Pehr Evind Svinhufvud 1918 |
| Prezydent Francji                                                | - 1913 Raymond Poincaré 1920 |
| Premier Francji                                                  | - 1915 Aristide Briand 1917 - 1917 Alexandre Ribot 1917 - 1917 Paul Painlevé 1917 - 1917 Georges Clemenceau 1920                                                                                     |
| Król Grecji                                                      | - 1913 Konstantyn I 1917 - 1917 Aleksander 1920 |
| Prezydent Gwatemali                                              | - 1898 Manuel Estrada Cabrera 1920 |
| Prezydent Haiti                                                  | - 1915 Philippe Sudré Dartiguenave 1922 |
| Król Hiszpanii                                                   | - 1886 Alfons XIII 1931 |
| Premier Hiszpanii                                                | - 1915 Álvaro Figueroa Torres 1917 - 1917 Manuel García-Prieto 1917 - 1917 Eduardo Dato 1917 - 1917 Manuel García-Prieto 1918                                                                        |
| Król Holandii                                                    | - 1890 Wilhelmina 1948 |
| Premier Holandii                                                 | - 1913 Pieter Cort van der Linden 1918 |
| Prezydent Hondurasu                                              | - 1913 Francisco Bertrand 1919 |
| Szach Iranu                                                      | - 1909 Ahmad Szah 1925 |
| Premier Iranu                                                    | - 1916 Hasan Wosugh 1917 - 1917 Mostoufi ol-Mamalek 1917 - 1917 Abdol Madżid Mirza 1918 |
| Władca Indii                                                     | - 1910 Jerzy V 1936 |
| Król Irlandii                                                    | - 1910 Jerzy V 1936 |
| Cesarz Japonii                                                   | - 1912 Yoshihito 1926 |
| Premier Japonii                                                  | - 1916 Masatake Terauchi 1918 |
| Kalif                                                            | - 1909 Mehmed V 1918 |
| Premier Kanady                                                   | - 1911 Robert Borden 1920 |
| Emir Kataru                                                      | - 1913 Abd Allah ibn Kasim Al Sani 1949 |
| Prezydent Kolumbii                                               | - 1914 José Vicente Concha 1918 |
| Patriarcha Konstantynopola                                       | - 1913 German V 1918 |
| Gubernator Korei (okupacja japońska)                             | - 1916 Yoshimichi 1919 |
| Prezydent Kostaryki                                              | - 1914 Alfredo González 1917 - 1917 Federico Tinoco Granados 1919 |
| Prezydent Kuby                                                   | - 1913 Mario García Menocal 1921 |
| Prezydent Liberii                                                | - 1912 Daniel Edward Howard 1920 |
| Książę Liechtensteinu                                            | - 1858 Jan II Dobry 1929 |
| Wielki książę Luksemburga                                        | - 1912 Maria Adelajda 1919 |
| Premier Luksemburga                                              | - 1916 Victor Thorn 1917 - 1917 Léon Kauffman 1918 |
| Sułtan Maroka                                                    | - 1913 Jusuf ibn Hassan 1927 |
| Prezydent Meksyku                                                | - 1914 Venustiano Carranza 1920 |
| Prezydent Mołdawii                                               | - 1917 Ion Inculeț 1918 |
| Premier Mołdawii                                                 | - 1917 Pantelimon Erhan 1918 |
| Książę Monako                                                    | - 1889 Albert I 1922 |
| Minister stanu Monako                                            | - 1911 Émile Flach 1917 |
| Chan Mongolii                                                    | - 1911 Bogda Chan 1924 |
| Premier Mongolii                                                 | - 1912 Tögs-Ocziryn Namnansüren 1919 |
| Król Nepalu                                                      | - 1911 Tribhuvan 1950 |
| Premier Nepalu                                                   | - 1901 Chandra Shumsher Jang Bahadur Rana 1929 |
| Cesarz Niemiec                                                   | - 1888 Wilhelm II Hohenzollern 1918 |
| Kanclerz Niemiec                                                 | - 1909 Theobald von Bethmann Hollweg 1917 - 1917 Georg Michaelis 1917 - 1917 Georg von Hertling 1918                                                                                                 |
| Prezydent Nikaragui                                              | - 1911 Adolfo Díaz 1917 - 1917 Emiliano Chamorro Vargas 1921 |
| Król Norwegii                                                    | - 1905 Haakon VII 1957 |
| Premier Norwegii                                                 | - 1913 Gunnar Knudsen 1920 |
| Premier Nowej Zelandii                                           | - 1912 William Massey 1925 |
| Sułtan Omanu                                                     | - 1913 Tajmur ibn Fajsal 1932 |
| Prezydent Panamy                                                 | - 1916 Ramón Maximiliano Valdés 1918 |
| Papież                                                           | - 1914 Benedykt XV 1922 |
| Prezydent Paragwaju                                              | - 1916 Manuel Franco 1919 |
| Prezydent Peru                                                   | - 1915 José Pardo 1919 |
| Premier Południowej Afryki                                       | - 1910 Louis Botha 1919 |
| Prezydent Portugalii                                             | - 1915 Bernardino Machado 1917 - 1917 Sidónio Pais 1918 |
| Premier Portugalii                                               | - 1916 António José de Almeida 1917 - 1917 Afonso Costa 1917 - 1917 Norton de Matos 1917 - 1917 Afonso Costa 1917 - 1917 Norton de Matos 1917 - 1917 Junta Rewolucyjna 1917 - 1917 Sidónio Pais 1918 |
| Król Prus                                                        | - 1888 Wilhelm II 1918 |
| Car Rosji                                                        | - 1894 Mikołaj II 1917 - 1917 Michał II 1917 |
| Premier Rosji                                                    | - 1916 Aleksander Trepow 1917 - 1917 Nikołaj Golicyn 1917 - 1917 Gieorgij Lwow 1917 - 1917 Aleksander Kiereński 1917 - 1917 Włodzimierz Lenin 1922                                                   |
| Król Rumunii                                                     | - 1914 Ferdynand 1927 |
| Premier Rumunii                                                  | - 1914 Ion I.C. Brătianu 1918 |
| Król Saksonii                                                    | - 1904 Fryderyk August III Wettyn 1918 |
| Prezydent Salwadoru                                              | - 1913 Carlos Meléndez 1919 |
| Kapitanowie regenci San Marino                                   | - 1916 Gustavo Babboni Giovanni Arzilli 1917 - 1917 Egisto Morri Vincenzo Marcucci 1917 - 1917 Angelo Manzoni Borghesi Giuseppe Balducci 1918                                                        |
| Sekretarz Stanu do spraw Politycznych i Zagranicznych San Marino | - 1908 Menetto Bonelli 1918 |
| Król Serbii                                                      | - 1903 Piotr Karadziordziewić 1918 |
| Prezydent Szwajcarii                                             | - 1917 Edmund Schulthess 1917 |
| Król Szwecji                                                     | - 1907 Gustaw V 1950 |
| Premier Szwecji                                                  | - 1914 Hjalmar Hammarskjöld 1917 - 1917 Carl Swartz 1917 - 1917 Nils Edén 1920 |
| Król Tajlandii                                                   | - 1910 Vajiravudh 1925 |
| Król Tonga                                                       | - 1893 Jerzy Tupou II 1918 |
| Premier Tonga                                                    | - 1912 Tevita Tuʻivakano 1923 |
| Sułtan Turków                                                    | - 1909 Mehmed V 1918 |
| Prezydent Urugwaju                                               | - 1915 Feliciano Viera 1919 |
| Prezydent USA                                                    | - 1913 Woodrow Wilson 1921 |
| Prezydent Wenezueli                                              | - 1914 Victorino Márquez Bustillos 1922 |
| Król Węgier                                                      | - 1916 Karol I 1918 |
| Premier Węgier                                                   | - 1913 István Tisza 1917 - 1917 Móric Esterházy 1917 - 1917 Sándor Wekerle 1918 |
| Monarcha Wielkiej Brytanii                                       | - 1910 Jerzy V 1936 |
| Premier Wielkiej Brytanii                                        | - 1916 David Lloyd George 1922 |
| Król Włoch                                                       | - 1900 Wiktor Emanuel III 1946 |
| Premier Włoch                                                    | - 1917 Vittorio Emanuele Orlando 1919 |

Rok 1917 / MCMXVII
stulecia: XIX wiek ~
XX wiek ~
XXI wiek

dziesięciolecia:
1880–1889 •
1890–1899 •
1900–1909 •
1910–1919
• 1920–1929
• 1930–1939
• 1940–1949

lata: 1907 «
1912 «
1913 «
1914 «
1915 «
1916 «
1917
» 1918
» 1919
» 1920
» 1921
» 1922
» 1927

## Wydarzenia w Polsce
- 2 stycznia – na zjeździe konserwatystów we Lwowie poparto obwołanie cesarza austriackiego Karola królem Polski.
- 11 stycznia:
  - debiut teatralny Eugeniusza Bodo w Teatrze Apollo w Poznaniu.
  - Ignacy Paderewski przedstawił koncepcję utworzenia Stanów Zjednoczonych Polski.
- 14 stycznia – inauguracyjne posiedzenie Tymczasowej Rady Stanu.
- 21 marca – w Warszawie odbyło się 11 posiedzenie Tymczasowej Rady Stanu. Na posiedzeniu Józef Piłsudski zreferował sprawę uposażenia i zaopatrzenia w żywność w Legionach.
- 2 lipca – w związku z kryzysem przysięgowym Józef Piłsudski wystąpił z Tymczasowej Rady Stanu.
- 8 lipca – I wojna światowa: PPS przeszła do opozycji wobec państw centralnych.
- 9 lipca – Józef Piłsudski nakazał polskim legionistom odmówić złożenia przysięgi na wierność cesarzom Niemiec i Austro-Węgier. Skutkiem tego Piłsudski został osadzony w twierdzy w Magdeburgu, oficerowie w obozie w Beniaminowie pod Warszawą, a szeregowi w Szczypiornie koło Kalisza.
- 22 lipca – w wyniku kryzysu przysięgowego w Legionach Polskich Józef Piłsudski i Kazimierz Sosnkowski zostali aresztowani przez Niemców i osadzeni w twierdzy w Magdeburgu.
- 24 lipca – została stoczona bitwa pod Krechowcami, między walczącymi po stronie rosyjskiej polskimi ułanami a Niemcami.
- 15 sierpnia – utworzono Komitet Narodowy Polski.
- 25 sierpnia – Tymczasowa Rada Stanu podała się do dymisji.
- 28 sierpnia – powstała Komisja przejściowa tymczasowej Rady Stanu.
- 12 września – powstała Rada Regencyjna Królestwa Polskiego.
- 20 września – Komitet Narodowy Polski został uznany przez rząd Francji.
- 11 października – uruchomiono przewozy pasażerskie Hrubieszowską Koleją Dojazdową.
- 16 października – rozpoczęto wydobycie w KWK Sośnica.
- 26 listopada – powstał rząd Jana Kucharzewskiego.
- W Błoniu założono klub sportowy KS Błonianka Błonie.
- Powstało pismo dla dzieci Płomyk.

## Wydarzenia na świecie
- 2 stycznia – bank kanadyjski Royal Bank of Canada przejął bank prowincji kanadyjskiej Quebec – „Quebec Bank”.
- 9 stycznia:
  - I wojna światowa: niemieckie dowództwo postanowiło o powrocie do doktryny nieograniczonej wojny podwodnej.
  - I wojna światowa: wojska tureckie zostały wyparte z półwyspu Synaj.
- 11 stycznia – eksplozja w fabryce amunicji Kingsland w stanie New Jersey (teraz miejscowość Lyndhurst) spowodowana przez niemieckich sabotażystów, stała się jednym z powodów przystąpienia USA do pierwszej wojny światowej.
- 14 stycznia – na stojącym w porcie Yokosuka japońskim krążowniku „Tsukuba” doszło do eksplozji komór amunicyjnych, co doprowadziło do jego pożaru i zatonięcia; zginęło 305 marynarzy.
- 16 stycznia – próba zawarcia sojuszu niemiecko-meksykańskiego w I wojnie światowej (telegram Zimmermanna).
- 17 stycznia – USA za 25 mln dolarów zakupiły od Danii Wyspy Dziewicze.
- 19 stycznia – eksplozja w fabryce amunicji w Londynie pozbawiła życia 73 osoby i raniła ponad 400 osób. Pożar wynikły z eksplozji spowodował straty rzędu 2 milionów funtów.
- 22 stycznia – I wojna światowa: prezydent Woodrow Wilson wezwał do „pokoju bez zwycięstwa” w Europie.
- 25 stycznia:
  - Dania sprzedała Stanom Zjednoczonym Ameryki Duńskie Indie Zachodnie za 25 mln dolarów.
  - w San Francisco odbyły się zgromadzenia przeciwników prostytucji. Około 300 prostytutek apelowało o tolerancję, tłumacząc, że zostały zmuszone do prostytucji ubóstwem. Zapytane, czy przyjęłyby pracę za 8 do 10 dolarów na tydzień, skwitowały pytanie śmiechem, co pozbawiło je sympatii społeczeństwa. Wkrótce po tym policja zamknęła około 200 domów publicznych.
- 28 stycznia – oddziały armii Stanów Zjednoczonych zaprzestały nieskutecznego pościgu na terytorium Meksyku za oddziałami generała Pancho Villa.
- 30 stycznia – oddziały dowodzone przez Johna Pershinga rozpoczęły wycofywanie się z terytorium Meksyku. 5 lutego operacja została zakończona – oddziały osiągnęły Columbus w stanie Ohio.
- 31 stycznia – I wojna światowa: Niemcy ogłosiły, że ich okręty podwodne rozpoczynają nieograniczoną wojnę podwodną.
- 3 lutego – I wojna światowa: Stany Zjednoczone zerwały relacje dyplomatyczne z Niemcami.
- 5 lutego – w Meksyku ogłoszono konstytucję wprowadzającą ustrój republiki federacyjnej.
- 12 lutego – założono meksykański klub piłkarski Deportivo Toluca.
- 13 lutego – Mata Hari została aresztowana przez władze francuskie za szpiegostwo.
- 23 lutego – pierwszy raz obchodzono Dzień Kobiet w Rosji.
- 24 lutego – I wojna światowa: ambasador Stanów Zjednoczonych w Wielkiej Brytanii Walter Hines Page(inne języki) otrzymał rozszyfrowany telegram Zimmermanna, w którym Niemcy oferowali pomoc Meksykowi w odzyskaniu ziem utraconych podczas wojny z USA (1846–1848), jeśli ten wypowie wojnę Stanom Zjednoczonym.
- 26 lutego – Original Dixieland Jass Band jako pierwszy zespół jazzowy dokonał komercyjnego nagrania utworów Livery Stable Blues i Dixieland Jass Band One-Step.
- 1 marca:
  - amerykański rząd opublikował rozszyfrowany telegram ministra spraw zagranicznych Niemiec Arthura Zimmermanna.
  - założono miasto Ōmuta na wyspie Kiusiu w Japonii.
- 2 marca – prezydent Woodrow Wilson podpisał akt prawny (ang. Jones-Shafroth Act) przyznający obywatelom Portoryko obywatelstwo Stanów Zjednoczonych.
- 3 marca – w Rosji wybuchła rewolucja lutowa.
- 4 marca:
  - Woodrow Wilson rozpoczął drugą kadencję jako prezydent USA.
  - republikanka Jeannette Rankin z Montany rozpoczęła swą kadencję jako pierwsza kobieta w Izbie Reprezentantów Stanów Zjednoczonych.
- 8 marca – Senat Stanów Zjednoczonych zaadaptował procedurę (cloture) ograniczającą obstrukcję przy głosowaniu nad ustawami (ang. Filibuster). Procedura wywodziła się z praktyk stosowanych we Francuskim Zgromadzeniu Narodowym tak zwane cloture (fr. Clôture, ang. Cloture – parkan), później (1887) przejętych również przez Parlament Wielkiej Brytanii.
- 10 marca – na Filipinach powstała formalnie prowincja Batangas, jako pierwsza w kraju encomienda.
- 11 marca:
  - rewolucja meksykańska: Venustiano Carranza został wybrany prezydentem Meksyku – USA uznało jego rząd de iure.
  - I wojna światowa: wojska brytyjsko-indyjskie zdobyły Bagdad.
  - w Teatro Augusteo w Rzymie odbyła się premiera poematu symfonicznego Fontanny rzymskie Ottorino Respighiego.
- 12 marca – rewolucja lutowa 1917: obalenie caratu w Rosji. Rozpoczęła działalność Piotrogrodzka Rada Delegatów Robotniczych i Żołnierskich, która przejęła faktyczną władzę.
- 13 marca – ukazało się pierwsze wydanie rosyjskiego dziennika Izwiestija.
- 14 marca – I wojna światowa: Chiny zerwały stosunki dyplomatyczne z Niemcami.
- 15 marca – rewolucja lutowa: w Pskowie abdykował car Rosji Mikołaj II Romanow.
- 17 marca:
  - rewolucja lutowa: Michał II Romanow odmówił przyjęcia tronu rosyjskiego, przekazując władzę na rzecz Rządu Tymczasowego pod przywództwem księcia Gieorgija Lwowa.
  - rewolucja lutowa: w Kijowie Ukraińcy powołali Centralną Radę, której przewodniczącym został Mychajło Hruszewski.
- 20 marca – Alexandre Ribot został po raz czwarty premierem Francji.
- 21 marca – Roman Dmowski złożył propozycję brytyjskiemu ministrowi spraw zagranicznych Arthurowi Balfourowi ogłoszenia wspólnej deklaracji państw Ententy w sprawie niepodległości Polski.
- 22 marca – Stany Zjednoczone jako pierwsze państwo na świecie uznały rosyjski rząd tymczasowy utworzony po obaleniu caratu w wyniku rewolucji lutowej.
- 25 marca – Gruziński Kościół Prawosławny odnowił autokefalię obaloną przez Imperialną Rosję w roku 1811.
- 26 marca – I wojna światowa: w pierwszej bitwie o Gazę brytyjska kawaleria została zmuszona do wycofania się, gdy Turcy w sile 17 tys. żołnierzy zastąpili jej drogę.
- 27 marca:
  - rewolucja lutowa: Piotrogrodzka Rada Delegatów Robotniczych i Żołnierskich ogłosiła deklarację o zasadach samostanowienia narodów Rosji, w tym Polski.
  - w Monte Carlo odbyła się premiera opery Jaskółka Giacomo Pucciniego.
- 30 marca:
  - rewolucja lutowa: Rząd Tymczasowy w Rosji ogłosił apel do Polaków o utworzenie na terenach etnicznie polskich państwa, związanego z Rosją ogólnosłowiańską unią militarną.
  - Carl Swartz został premierem Szwecji.
- 31 marca – Dania oficjalnie przekazała USA dzisiejsze Wyspy Dziewicze Stanów Zjednoczonych, sprzedane 17 stycznia za 25 mln dolarów.
- 2 kwietnia:
  - I wojna światowa: prezydent USA Woodrow Wilson zwrócił się do Kongresu o wypowiedzenie wojny Niemcom.
  - rewolucja lutowa: Rząd Tymczasowy Rosji wydał dekret o zniesieniu restrykcji wyznaniowych i etnicznych.
- 6 kwietnia – I wojna światowa: Stany Zjednoczone przystąpiły do I wojny światowej wypowiadając wojnę Niemcom.
- 9 kwietnia – I wojna światowa: rozpoczęła się ofensywa Nivelle’a.
- 9–12 kwietnia – I wojna światowa: bitwa o Arras – Korpus Kanadyjski i Brytyjczycy przełamali obronę niemiecką – około 24 tys. zabitych.
- 10 kwietnia – w wyniku eksplozji w fabryce amunicji pod Chester w Pensylwanii zginęły 133 osoby.
- 11 kwietnia – I wojna światowa: Brazylia zerwała relacje dyplomatyczne z Niemcami.
- 15 kwietnia – I wojna światowa: przewożący żołnierzy brytyjski statek pasażerski SS „Cameronia” został zatopiony na Morzu Śródziemnym przez niemiecki okręt podwodny SM U-33. Zginęło 210 osób.
- 16 kwietnia:
  - do Piotrogrodu z emigracji powrócił Włodzimierz Lenin.
  - I wojna światowa: rozpoczęła się bitwa pod Aisne.
- 16 kwietnia–9 maja – I wojna światowa: ofensywa Nivelle’a (od nazwiska generała francuskiego Roberta Nivelle’a), zakończona klęską wojsk francuskich. Zginęło 187 tys. żołnierzy francuskich.
- 17 kwietnia:
  - I wojna światowa: zwycięstwo wojsk tureckich nad brytyjskimi w II bitwie pod Gazą.
  - Włodzimierz Lenin po przyjeździe do Piotrogrodu przedstawił tzw. tezy kwietniowe, uznawane za zapowiedź wybuchu rewolucji październikowej.
- 19 kwietnia – I wojna światowa: druga bitwa o Gazę zakończyła się klęską Brytyjczyków. Odwołano generała Archibalda Murraya, dowodzącego siłami Imperium brytyjskiego przeciw Imperium osmańskiemu.
- 24 kwietnia – w Finlandii sformowano Legion Polski.
- 25 kwietnia – Afonso Costa został po raz trzeci premierem Portugalii.
- 27 kwietnia – I wojna światowa: Grecja przystąpiła do ententy.
- 30 kwietnia – założono urugwajski klub Club Atlético Progreso.
- 4 maja – I wojna światowa: 412 osób zginęło w wyniku zatopienia przewożącego żołnierzy brytyjskiego okrętu SS „Transylvania” przez niemiecki okręt podwodny w Zatoce Genueńskiej.
- 9 maja – I wojna światowa: na froncie zachodnim zakończyła się nieudana ofensywa Nivelle’a.
- 13 maja:
  - troje dzieci z wioski w pobliżu miasta Fátima w Portugalii miało doznać objawienia Matki Bożej.
  - Eugenio Maria Giuseppe Giovanni Pacelli, przyszły papież Pius XII, został konsekrowany na arcybiskupa przez papieża Benedykta XV.
  - otwarto Stadion Letná w Pradze.
- 15 maja – I wojna światowa: rozpoczęła się bitwa w Cieśninie Otranto.
- 21 maja:
  - ponad 300 akrów miasta Atlanta zostało zniszczone podczas pożaru. Zniszczeniu uległo około 2 tys. budynków, około 10 tys. mieszkańców straciło dach nad głową, zginęła jedna osoba.
  - założono Komisje Grobów Wojennych Imperium Brytyjskiego
- 23 maja – dokonano oblotu brytyjskiego myśliwca Sopwith Dolphin.
- 26 maja – tornado zniszczyło miejscowość Mattoon w stanie Illinois – zginęło 101 osób.
- 27 maja – I wojna światowa: wybuchł bunt w Armii Francuskiej. Ponad 30 tys. francuskich żołnierzy odmówiło udania się do okopów w miejscowości Missy-aux-Bois na północy Francji.
- 31 maja – została przyjęta flaga stanowa Indiany.
- 1 czerwca – I wojna światowa: regiment piechoty francuskiej opanował miejscowość Missy-aux-Bois i ogłosił antywojenny rząd. Francuska armia szybko aresztowała buntowników.
- 2 czerwca – Brazylia wypowiedziała wojnę Niemcom.
- 3 czerwca – Włochy ogłosiły niepodległość Albanii pod własnym protektoratem.
- 4 czerwca:
  - I wojna światowa: we Francji została utworzona Armia Polska pod dowództwem gen. Louisa Archinarda, od koloru mundurów nazywana Błękitną Armią.
  - król Jerzy V ustanowił Order Imperium Brytyjskiego.
  - w Nowym Jorku odbyło się pierwsze rozdanie corocznej amerykańskiej Nagrody Pulitzera, przyznawanej za wybitne dokonania w dziedzinie dziennikarstwa, literatury pięknej i muzyki.
- 5 czerwca – I wojna światowa: rozpoczął się pobór do wojska w USA – jako „Dzień rejestracji do armii”.
- 7 czerwca – w USA powstała pozarządowa organizacja filantropijna Lions Clubs International.
- 8 czerwca – została utworzona Misja Wojskowa Francusko-Polska w Paryżu.
- 10 czerwca – I wojna światowa: początek bitwy o Monte Ortigara na froncie włoskim.
- 12 czerwca – Piotr Kropotkin, ideolog anarchizmu powrócił do Rosji po 40 latach emigracji.
- 13 czerwca – I wojna światowa: w wyniku niemieckiego bombardowania Londynu zginęły 162 osoby, a 432 zostały ranne.
- 15 czerwca:
  - Móric Esterházy został premierem Królestwa Węgier.
  - I wojna światowa: w USA weszło w życie zarządzenie antyszpiegowskie (ang. Espionage Act).
- 19 czerwca – Léon Kauffman został premierem Luksemburga.
- 23 czerwca – w Austro-Węgrzech powstał rząd Ernsta Seidlera.
- 27 czerwca:
  - I wojna światowa: pierwsze amerykańskie oddziały wojskowe przybyły do Europy (Francji) w celu włączenia się do wojny.
  - I wojna światowa: po obaleniu proniemieckiego króla Konstantyna I neutralna do tej pory Grecja przystąpiła do wojny po stronie państw ententy.
- Lipiec – powstała pierwsza fotografia Wróżek z Cottingley w Yorkshire, w Anglii, pozornie przedstawiająca wróżki.
- 1 lipca – w mieście East St. Louis w stanie Illinois spory o pracę przerodziły się w rozruchy na tle rasowym – ponad 250 osób straciło życie.
- 6 lipca:
  - I wojna światowa: w bitwie z Turkami oddziały arabskie dowodzone przez Roberta Constanta zdobyły miasto Akaba.
  - I wojna światowa: brak ochotników do Kanadyjskiej Armii doprowadził do wydania aktu prawnego o przymusowym poborze do wojska.
- 12 lipca:
  - I wojna światowa: pod Ypres we Flandrii wojska niemieckie dokonały pierwszego ataku gazowego przy użyciu gazu musztardowego.
  - korporacja Phelps Dodge deportowała z miasta Bisbee w Arizonie ponad 1000 robotników podejrzanych o przynależność do związków zawodowych pod nazwą Przemysłowych Pracowników Świata (ang. Industrial Workers of the World, IWW lub Wobblies).
- 17 lipca – niemiecka dynastia Sachsen-Coburg-Gotha panująca w Wielkiej Brytanii zmieniła nazwę na Windsor.
- 18 lipca – I wojna światowa: w Rosji rozformowano Dywizję Strzelców Polskich. Jedyna polska formacja walcząca na froncie wschodnim pod dowództwem płk. Żeligowskiego otrzymała rozkaz od naczelnego dowódcy armii rosyjskiej oddania broni oddziałom czeskim.
- 20 lipca – podpisano deklarację z Korfu, ugodę tworzącą Królestwo Serbów, Chorwatów i Słoweńców.
- 21 lipca – rewolucja lutowa: Aleksander Kiereński został premierem Rządu Tymczasowego w Rosji.
- 24 lipca – spotkanie generałów Ferdynanda Focha (Francja), Robertsona (Wielka Brytania) i Luigiego Cadorny (Włochy), w sprawie wysłania do Włoch wojsk francusko-brytyjskich.
- 25 lipca:
  - Mata Hari została skazana na śmierć za szpiegostwo na rzecz Niemiec.
  - został po raz pierwszy wprowadzony, jako tymczasowy, podatek dochodowy w Kanadzie (rozpiętość podatku – najmniejszy 4%, największy 25%).
- Sierpień – kilkuset farmerów ze stanu Oklahoma zorganizowało powstanie przeciw poborowi do wojska (ang. Green Corn Rebellion – Rebelia Zielonej Kukurydzy).
- 5 sierpnia:
  - dokonano oblotu niemieckiego myśliwca Fokker Dr.I.
  - w Sztokholmie Szwed John Zander ustanowił rekord świata w biegu na 1500 m wynikiem 3:54,7 s.
- 6–10 sierpnia – I wojna światowa: zwycięstwo wojsk rumuńsko-rosyjskich nad niemiecko-austro-węgierskimi w bitwie pod Mărășești.
- 10 sierpnia – strajk generalny w Hiszpanii przerodził się w rozruchy, w których zginęło 70 osób, setki osób zostało rannych i 2000 osób zostało uwięzionych.
- 15 sierpnia – Roman Dmowski założył w Lozannie Komitet Narodowy Polski, który z czasem stał się oficjalnym eksponentem polskich interesów wobec zachodnich aliantów.
- 18 sierpnia – wielki pożar w Salonikach w Grecji zniszczył 32% miasta i pozbawił dachu nad głową 70 tys. osób.
- 29 sierpnia – w kanadyjskim parlamencie przegłosowano ustawę pozwalającą rządowi dokonywać poboru do armii.
- 14 września – Rosja została ogłoszona republiką.
- 28 września – przyjęto flagę Tajlandii.
- 5 października – prezydent Woodrow Wilson podpisał dekret zezwalający Polakom z USA formować swoją armię, do czego doszło w kanadyjskim Tadeusz Kosciuszko Camp.
- 12 października – w Stanach Zjednoczonych odbyły się obrady Sejmu Polonijnego w sprawie poparcia dla rekrutacji do Armii Polskiej.
- 13 października – według tradycji Kościoła rzymskokatolickiego miało miejsce ostatnie objawienie Matki Bożej w Fátimie, podczas którego miał mieć miejsce Cud Słońca.
- 15 października:
  - w miejscowości Vincennes pod Paryżem Mata Hari została rozstrzelana.
  - sułtan Mehmed V gościł w Stambule swego sojusznika cesarza Wilhelma II Hohenzollerna.
- 17 października – I wojna światowa: zwycięstwo floty niemieckiej nad rosyjską podczas bitwy w cieśninie Moonsund.
- 19 października – I wojna światowa: Niemcy przeprowadzili udany desant na leżące u brzegów Estonii Wyspy Moonsundzkie.
- 24 października – I wojna światowa: rozpoczęła się bitwa pod Caporetto, ostatnie z serii starć nad rzeką Soczą na froncie włoskim; siły państw centralnych rozbiły włoską obronę, biorąc ponad ćwierć miliona jeńców, zdarzenia te opisał Ernest Hemingway w powieści Pożegnanie z bronią.
- 26 października:
  - Brazylia wypowiedziała wojnę państwom centralnym.
  - I wojna światowa: Austriacy zdobyli włoskie forty Montemaggiore.
- 29 października – Niemiec Max Heiser opublikował zbiór zasad gry w piłkę ręczną.
- 2 listopada – brytyjski minister spraw zagranicznych – Arthur Balfour – zapowiedział powstanie państwa żydowskiego w Palestynie (deklaracja Balfoura).
- 6 listopada – I wojna światowa: trzecia bitwa o Ypres, po trzech miesiącach zażartych walk zakończyła się zwycięstwem połączonych armii państw Ententy – straty po obu stronach to około 708 tys. żołnierzy.
- 7 listopada:
  - krążownik „Aurora” oddał strzał co, według późniejszej propagandy radzieckiej, było sygnałem do rozpoczęcia rewolucji październikowej w Rosji.
  - rewolucja październikowa: bolszewicki zamach stanu w Rosji (25 października według kalendarza juliańskiego).
  - Imperium Perskie (dostarczało broni dla Rosji) odmówiło wsparcia państw ententy po bolszewickim zamachu stanu w Rosji.
  - I wojna światowa: zakończyła się trzecia bitwa o Gazę. Siły Imperium Brytyjskiego zajęły miasto zwyciężając armie Imperium Osmańskiego.
- 9 listopada:
  - rewolucja październikowa: w Kijowie powołano do życia Radziecką Ukrainę.
  - premiera argentyńskiego pierwszego w historii pełnometrażowego filmu animowanego El Apóstol.
- 11 listopada – początek I bitwy o Monte Grappa.
- 15 listopada:
  - Finlandia podjęła kroki zbliżające ją do ogłoszenia pełnej niezależności od Rosji – zerwała unię personalną z Rosją.
  - I wojna światowa: wojska Imperium Brytyjskiego rozpoczęły okupację miast Tel Awiw i Jafa w Palestynie.
- 16 listopada – Georges Clemenceau został premierem Francji.
- 17 listopada – I wojna światowa: zwycięstwo floty niemieckiej nad brytyjską w II bitwie koło Helgolandu.
- 19 listopada – władze tureckie internowały w Nazarecie łacińskiego patriarchę Jerozolimy Filippo Camassei.
- 20 listopada – Ukraińska Centralna Rada proklamowała Ukraińską Republikę Ludową.
- 20 listopada–6 grudnia – I wojna światowa: bitwa pod Cambrai przeszła do historii za sprawą użycia po raz pierwszy na dużą skalę broni pancernej.
- 21 listopada – rząd RFSRR wystosował notę do ambasadorów i posłów państw biorących udział w wojnie, wzywającą do rozpoczęcia rokowań pokojowych.
- 22 listopada – w Montrealu w Kanadzie powstała organizacja zrzeszająca profesjonalne kluby hokeja na lodzie w Ontario i Quebecu (ang. National Hockey Association).
- 25 listopada – Rosja Radziecka: jedyne wolne wybory parlamentarne. Eserowcy uzyskali 410, a bolszewicy 175 miejsc na 707. Konstytuanta zebrała się tylko raz (5 stycznia 1918).
- 26 listopada – powstała Narodowa Liga Hokeja (ang. National Hockey League, NHL).
- 29 listopada – strajkujący górnicy w kopalniach Rostowa zadeklarowali powstanie Dońskiej Republiki. Strajk przetrwał dwa tygodnie.
- 3 grudnia – po dwudziestu latach planowania i konstrukcji został otwarty most przez Rzekę Świętego Wawrzyńca w Kanadzie (ang. Quebec Bridge).
- 5 grudnia – w Mińsku rozpoczął obrady I Zjazd Wszechbiałoruski.
- 6 grudnia:
  - Finlandia ogłosiła niepodległość.
  - zderzenie dwóch frachtowców (jednego przewożącego materiały wybuchowe) w porcie Halifax w Nowej Szkocji spowodowało eksplozję, która zabiła co najmniej 1963 osoby, raniła 9 tys. osób i zniszczyła część miasta. Do czasu wybuchu bomby atomowej Hiroszimie była to największa eksplozja w historii spowodowana przez człowieka.
- 7 grudnia:
  - I wojna światowa: Stany Zjednoczone wypowiedziały wojnę Austro-Węgrom.
- 8 grudnia – premier Portugalii Afonso Costa, po przewrocie wojskowym zorganizowanym przez generała Sidónio Paisa, ustąpił ze stanowiska i udał się na emigrację do Paryża.
- 9 grudnia:
  - I wojna światowa: wojska brytyjskie wkroczyły do Jerozolimy.
  - I wojna światowa: Rumunia podpisała zawieszenie broni z Austro-Węgrami i Niemcami.
- 11 grudnia:
  - I wojna światowa: Brytyjczycy wyparli oddziały Imperium Osmańskiego z Jerozolimy.
  - Litwa ogłosiła niepodległość od Rosji Radzieckiej.
- 12 grudnia – 540 osób zginęło w katastrofie pociągu wojskowego w tunelu Fréjus we Francji.
- 13 grudnia – powstała Krymska Republika Ludowa.
- 20 grudnia – na mocy dekretu Rady Komisarzy Ludowych powstała Czeka; na jej czele stanął Feliks Dzierżyński.
- 22 grudnia – I wojna światowa: zawieszenie broni na froncie wschodnim, początek rokowań państw centralnych z Rosją w Brześciu.
- 24–25 grudnia – w wyniku powstania robotniczego w Charkowie proklamowano tzw. Ukraińską Republikę, co rozpoczęło wojnę ukraińsko-bolszewicką.
- 27 grudnia – rewolucja październikowa: w Rosji ogłoszono dekret o nacjonalizacji banków.

## Urodzili się
- 1 stycznia:
  - Erwin Axer, polski reżyser teatralny, felietonista, pamiętnikarz pochodzenia żydowskiego (zm. 2012)
  - Iza Bieżuńska-Małowist, polska historyk starożytności (zm. 1995)
  - Jule Charney, amerykański meteorolog (zm. 1981)
  - Jan Olechowski, polski poeta, dziennikarz (zm. 1956)
  - Helena Opiełka, polska nauczycielka, harcerka (zm. 1943)[1]
- 2 stycznia:
  - Zajnab al-Ghazali, egipska działaczka polityczna (zm. 2005)
  - Emil Kołodziej, polski prawnik, polityk, poseł na Sejm PRL, minister przemysłu spożywczego i skupu (zm. 2014)
  - Vera Zorina(inne języki), niemiecko-norweska tancerka, aktorka, choreografka (zm. 2003)
- 3 stycznia:
  - Jan Łopuski, polski prawnik (zm. 2019)
  - Jesse White(inne języki), amerykański aktor (zm. 1997)
- 4 stycznia – Władysław Roman, polski podporucznik artylerii, żołnierz AK (zm. 2005)
- 5 stycznia – Jane Wyman, amerykańska aktorka, laureatka Oscara oraz Złotego Globu (zm. 2007)
- 6 stycznia:
  - Koo Chen-fu, tajwański przedsiębiorca (zm. 2005)
  - Stanisław Janusz Sosabowski, polski lekarz, porucznik Kedywu AK, uczestnik powstania warszawskiego (zm. 2000)
- 9 stycznia – Norman Lloyd Johnson, amerykański statystyk (zm. 2004)
- 12 stycznia – Jimmy Skinner, kanadyjski trener hokeja (zm. 2007)
- 17 stycznia – Amelia Piccinini, włoska lekkoatletka, kulomiotka i skoczkini w dal (zm. 1979)
- 22 stycznia:
  - Władysław Górski, polski prawnik (zm. 2015)
  - Łucja Khambang, tajska zakonnica, męczennica, błogosławiona katolicka (zm. 1940)
- 24 stycznia:
  - Ernest Borgnine, amerykański aktor filmowy i telewizyjny (zm. 2012)
  - Bolesław Kowalski, polski pułkownik, działacz kombatancki (zm. 2018)
- 25 stycznia – Ilya Prigogine, belgijski fizyk i fizykochemik pochodzenia rosyjskiego, laureat Nagrody Nobla (zm. 2003)
- 26 stycznia:
  - Emanuel Wilczok, polski historyk przemysłu górnośląskiego (zm. 1992)
  - Louis Zamperini, amerykański ocalały więzień wojenny (zm. 2014)
- 2 lutego:
  - Witold Łokuciewski, polski pilot, as myśliwski II wojny światowej (zm. 1990)
  - Đỗ Mười, wietnamski polityk (zm. 2018)
- 6 lutego:
  - Zsa Zsa Gabor, amerykańska aktorka węgierskiego pochodzenia (zm. 2016)
  - Arnold Spielberg, amerykański elektrotechnik, ojciec reżysera Stevena Spielberga (zm. 2020)
- 9 lutego – Wanda Flakowicz, polska lekkoatletka, kulomiotka (zm. 2002)
- 10 lutego – Aleksiej Botian, radziecki funkcjonariusz służb specjalnych, dowódca partyzancki podczas II wojny światowej (zm. 2020)
- 11 lutego – Sidney Sheldon, amerykański pisarz (zm. 2007)
- 14 lutego – Herbert A. Hauptman, amerykański matematyk i chemik, laureat Nagrody Nobla (zm. 2011)
- 23 lutego – Eta Tyrmand, białoruska kompozytorka (zm. 2008)[2]
- 25 lutego:
  - Szymon Bojko, polski historyk i krytyk sztuki, pedagog i wykładowca uniwersytecki (zm. 2014)
  - Anthony Burgess, brytyjski pisarz (zm. 1993)
- 26 lutego – Robert La Caze, marokański kierowca wyścigowy (zm. 2015)
- 27 lutego – John Connally, amerykański polityk (zm. 1993)
- 1 marca:
  - Robert Lowell, amerykański poeta (zm. 1977)
  - Fadwa Tukan, palestyńska i jordańska poetka (zm. 2003)
- 2 marca – Babiker Awadalla, sudański polityk, bezpartyjny. Premier Sudanu od 25 maja do 27 października 1969 (zm. 2019)
- 3 marca – Alfred Tarnowski, polski szachista i teoretyk szachów (zm. 2003)
- 5 marca – Aleksander Gardawski, polski archeolog (zm. 1974)
- 7 marca – Rut Dajan, pierwsza żona Moszego Dajana (zm. 2021)
- 8 marca:
  - Alberta Labuda, romanistka, pracownik naukowy (zm. 1999)
  - Hanna Skarżanka, polska aktorka (zm. 1992)
- 9 marca – Zuzanna Ginczanka, polska poetka pochodzenia żydowskiego (zm. najprawdopodobniej pod koniec 1944)
- 10 marca – Zbigniew Ścibor-Rylski, polski pilot, żołnierz Armii Krajowej, uczestnik powstania warszawskiego (zm. 2018)
- 12 marca:
  - Giovanni Benedetti, włoski duchowny katolicki (zm. 2017)
  - Lucyna Hertz, polska podporucznik (zm. 1944)
- 16 marca – Zofia Tarnowska-Moss, polska poetka, tłumaczka, działaczka społeczna (zm. 2009)
- 17 marca:
  - Carlo Cassola, włoski powieściopisarz i eseista (zm. 1987)
  - Matylda Ossadnik, polska gimnastyczka, trenerka, sędzina, działaczka sportowa (zm. 1997)
- 18 marca – Mircea Ionescu-Quintus, rumuński prawnik, polityk, poeta, aforysta (zm. 2017)
- 20 marca – Vera Lynn, brytyjska wokalistka (zm. 2020)
- 21 marca:
  - Adina Blady-Szwajger, polska lekarka, pediatra pochodzenia żydowskiego (zm. 1993)
  - Anton Coppola, amerykański kompozytor operowy, dyrygent pochodzenia włoskiego (zm. 2020)
  - Janina Wilczówna, polska aktorka (zm. 1979)
- 24 marca – John Kendrew, angielski biochemik, laureat Nagrody Nobla (zm. 1997)
- 27 marca – Cyrus Vance, amerykański polityk i dyplomata (zm. 2002)
- 3 kwietnia – Edward Rowny, amerykański generał porucznik pochodzenia polskiego (zm. 2017)
- 4 kwietnia – Helena Chłopek, polska poetka, pisarka (zm. 2007)
- 8 kwietnia – Hubertus Ernst, holenderski duchowny katolicki (zm. 2017)
- 9 kwietnia – Johannes Bobrowski, niemiecki pisarz (zm. 1965)
- 10 kwietnia – Robert Burns Woodward, amerykański chemik (zm. 1979)
- 12 kwietnia:
  - Robert Manzon, francuski kierowca wyścigowy (zm. 2015)
  - Antoni Nosek, polski żołnierz Wojska Polskiego, cichociemny (zm. 2007)
- 14 kwietnia – Eugeniusz Haneman, polski fotograf, operator filmowy i wykładowca (zm. 2014)
- 15 kwietnia – Tadeusz Szymański „Lis”, polski dowódca wojskowy (zm. 2020)
- 18 kwietnia – Galina Ganeker, radziecka lekkoatletka, skoczkini wzwyż (zm. 1988)
- 21 kwietnia – Mira Jaworczakowa, polska pisarka, autorka książek dla dzieci i młodzieży (zm. 2009)
- 23 kwietnia – Dorian Leigh, amerykańska modelka (zm. 2008)
- 25 kwietnia – Ella Fitzgerald, amerykańska wokalistka jazzowa (zm. 1996)
- 26 kwietnia – Ieoh Ming Pei, amerykański architekt chińskiego pochodzenia, laureat Nagrody Pritzkera (zm. 2019)
- 1 maja – Danielle Darrieux, francuska aktorka (zm. 2017)
- 3 maja – Kiro Gligorow, pierwszy prezydent Macedonii (zm. 2012)
- 5 maja – Martin Grassnick, niemiecki inżynier architekt (zm. 2020)
- 7 maja – Domenico Bartolucci, włoski duchowny katolicki i muzyk (zm. 2013)
- 8 maja:
  - Stanisław Misakowski, polski poeta, prozaik, dramaturg, działacz kulturalny pochodzenia ukraińskiego (zm. 1996)
  - Lassi Parkkinen, fiński łyżwiarz szybki (zm. 1994)
  - Stanisław Zieliński, polski pisarz (zm. 1995)
- 9 maja – Fay Kanin, amerykańska scenarzystka i aktorka (zm. 2013)
- 16 maja: 
  - George Gaynes, amerykański aktor fińskiego pochodzenia (zm. 2016)
  - Juan Rulfo, meksykański powieściopisarz i nowelista (zm. 1986)
- 21 maja:
  - Janina Appelqvist, polsko-szwedzka tancerka i aktorka (zm. 1997)
  - Raymond Burr, urodzony w Kanadzie, aktor amerykański (zm. 1993)
  - Mieczysław Stachiewicz, polski architekt, lotnik i działacz polonijny (zm. 2020)
- 25 maja – Feliks Nawrot, żołnierz AK, założyciel organizacji konspiracyjnej „Orzeł Biały” (zm. 1941)
- 28 maja – sir Gerald Cash, bahamski prawnik, polityk, gubernator generalny Bahamów (zm. 2003)
- 29 maja – John F. Kennedy, prezydent Stanów Zjednoczonych (zm. 1963)
- 1 czerwca:
  - Vincenzo Franco, włoski duchowny katolicki (zm. 2016)
  - William Standish Knowles, amerykański chemik, laureat Nagrody Nobla w 2001 (zm. 2012)
- 5 czerwca – Maurice Duverger, francuski prawnik, politolog, socjolog i polityk (zm. 2014)
- 6 czerwca – Kirk Kerkorian, amerykański multimiliarder (zm. 2015)
- 7 czerwca:
  - Gwendolyn Brooks, amerykańska poetka (zm. 2000)
  - Dean Martin, amerykański piosenkarz i aktor (zm. 1995)
- 9 czerwca – Eric John Ernest Hobsbawm, brytyjski historyk pochodzenia żydowskiego (zm. 2012)
- 12 czerwca – Albin Małysiak, polski duchowny katolicki, biskup pomocniczy krakowski (zm. 2011)
- 13 czerwca – Augusto Roa Bastos, paragwajski powieściopisarz, dramaturg, poeta i dziennikarz (zm. 2005)
- 14 czerwca:
  - Katherine Rawls, amerykańska skoczkini do wody, pływaczka (zm. 1982)
  - Atle Selberg, norweski matematyk (zm. 2007)
- 15 czerwca – John Bennett Fenn, amerykański chemik, laureat Nagrody Nobla (zm. 2010)
- 16 czerwca – Irving Penn, amerykański fotograf (zm. 2009)
- 20 czerwca:
  - Alicja Graff, polska prokurator okresu stalinizmu (zm. 2005)
  - Helena Rasiowa, polska matematyk, profesor (zm. 1994)
  - Igor Śmiałowski, polski aktor (zm. 2006)
- 21 czerwca – Wanda Bartówna, polska aktorka (zm. 1980)
- 24 czerwca – David Easton, kanadyjski socjolog (zm. 2014)
- 30 czerwca – Lena Horne, amerykańska śpiewaczka, aktorka filmowa (zm. 2010)
- 4 lipca – Manolete, hiszpański matador (zm. 1947)
- 5 lipca – Maria Sten, polska reportażystka, tłumaczka literatury pięknej z języka hiszpańskiego (zm. 2007)
- 11 lipca – Elżbieta Kurtz, polska siatkarka (zm. 2013)
- 13 lipca – Jerzy Mierzejewski, polski malarz i pedagog (zm. 2012)
- 15 lipca – Robert Conquest, historyk brytyjski (zm. 2015)
- 17 lipca:
  - Phyllis Diller, amerykańska aktorka (zm. 2012)
  - Kenan Evren, turecki polityk (zm. 2015)
- 18 lipca – Henri Salvador, francuski piosenkarz, kompozytor (zm. 2008)
- 19 lipca – William Scranton, amerykański polityk (zm. 2013)
- 20 lipca – Irena Celej, polska biolog (zm. 2024)
- 23 lipca – Gisela Voß, niemiecka lekkoatletka, skoczkini w dal (zm. 2005)
- 24 lipca – Stefan Bembiński, polski nauczyciel, żołnierz AK, senator RP (zm. 1998)
- 26 lipca – Alberta Adams, amerykańska wokalistka (zm. 2014)
- 29 lipca – Rochus Misch, niemiecki wojskowy (zm. 2013)
- 4 sierpnia:
  - John Fitch, amerykański kierowca wyścigowy (zm. 2012)
  - Tadeusz Ulewicz, polski historyk (zm. 2012)
- 6 sierpnia – Robert Mitchum, amerykański aktor filmowy (zm. 1997)
- 8 sierpnia – Earl Cameron, brytyjski aktor (zm. 2020)
- 9 sierpnia:
  - Janina Nowak, pierwsza kobieta, która uciekła z KL Auschwitz-Birkenau (zm. ?)
  - Kazimierz Olszewski, polski polityk (zm. 2014)
- 13 sierpnia – Anna Molka Ahmed, pakistańska malarka i pisarka (zm. 1994)
- 15 sierpnia:
  - Jack Lynch, irlandzki polityk, premier Irlandii (zm. 1999)
  - Oscar Romero, salwadorski biskup, obrońca praw człowieka (zm. 1980)
- 18 sierpnia – Caspar Weinberger, amerykański polityk, sekretarz obrony Stanów Zjednoczonych (zm. 2006)
- 22 sierpnia – Anna Posner, francuska tłumaczka pochodzenia polskiego (zm. 2001)
- 25 sierpnia:
  - Mel Ferrer, amerykański aktor, reżyser i producent filmowy (zm. 2008)
  - Wacław Zalewski, polski inżynier budowlany i konstruktor (zm. 2016)
- 29 sierpnia:
  - Tadeusz Lutak, polski kapitan, żołnierz konspiracji niepodległościowej
  - Isabel Sanford, amerykańska aktorka (zm. 2004)
  - Michał Jan Zygo, polski działacz podziemia antykomunistycznego (zm. 1949)
- 30 sierpnia – Denis Healey, brytyjski polityk (zm. 2015)
- 5 września – Maria Palmer, austriacko-amerykańska aktorka (zm. 1981)
- 7 września:
  - Gerardo Fernández Albor, hiszpański polityk i lekarz (zm. 2018)
  - John Warcup Cornforth, australijski chemik, laureat Nagrody Nobla (zm. 2013)
- 8 września – Andrzej Kłopotowski, dowódca ORP Dzik (zm. 2004)
- 11 września:
  - Herbert Lom, aktor brytyjski pochodzenia czeskiego (zm. 2012)
  - Ferdinand Marcos, filipiński polityk (zm. 1989)
- 12 września – Han Suyin, chińska pisarka, mieszkająca w Szwajcarii (zm. 2012)
- 13 września – Tadeusz Orłowski, wspinacz, pionier polskiej transplantologii, internista, nefrolog (zm. 2008)
- 15 września – Hilde Güden, austriacka śpiewaczka operowa (sopran), aktorka (zm. 1988)
- 16 września – Stefan Jarzębski, polski polityk, minister ochrony środowiska i zasobów naturalnych (zm. 2008)
- 17 września – Zygmunt Zieliński, burmistrz Skarszew i Kościerzyny, sędzia piłkarski PZPN, nauczyciel (zm. 1997)
- 18 września – June Foray, amerykańska aktorka (zm. 2017)
- 19 września – Andrzej Miłosz, polski dziennikarz, publicysta, tłumacz, reżyser filmów dokumentalnych, autor audycji i słuchowisk radiowych, brat Czesława Miłosza (zm. 2002)
- 20 września:
  - Red Auerbach, amerykański trener koszykarski (zm. 2006)
  - Władysław Rubin, polski duchowny katolicki, biskup pomocniczy gnieźnieński, wysoki urzędnik Kurii Rzymskiej, kardynał (zm. 1990)
- 22 września – Anna Campori, włoska aktorka (zm. 2018)
- 23 września – Asima Chatterjee, indyjska chemik i botanik (zm. 2006)
- 25 września – Zygmunt Skoczyński, polski inżynier elektryk (zm. 1964)
- 29 września – Witold Andruszkiewicz, polski ekonomista (zm. 2014)
- 30 września – Park Chung-hee, koreański polityk, prezydent Korei Południowej (zm. 1979)
- 2 października – Christian René de Duve, belgijski cytolog i biochemik (zm. 2013)
- 5 października – Magda Szabó, węgierska pisarka (zm. 2007)
- 7 października – June Allyson, amerykańska aktorka (zm. 2006)
- 10 października – Thelonious Monk, amerykański pianista jazzowy, kompozytor (zm. 1982)
- 15 października – Arthur M. Schlesinger Jr., amerykański historyk (zm. 2007)
- 16 października – Wanda Wertenstein, polska krytyczka filmowa, scenarzystka, reżyserka (zm. 2003)
- 17 października:
  - Marsha Hunt, amerykańska aktorka (zm. 2022)
  - Konstanty Stecki, polski prozaik, autor utworów dla młodzieży, popularyzator problematyki tatrzańskiej (zm. 1996)
- 18 października – Bolesław Taborski, polski duchowny katolicki, biskup pomocniczy przemyski (zm. 2004)
- 20 października – Stéphane Hessel, francuski wojskowy, dyplomata i poeta (zm. 2013)
- 21 października:
  - Dizzy Gillespie (właściwie John Birks Gillespie), amerykański muzyk jazzowy (zm. 1993)
  - Siostra Ena (właściwie Stanisława Paciorek), polska niepokalanka i autorka odznaczona medalemm MEN za ratowanie Żydów podczas II wojny światowej (zm. 2006)
- 22 października – Joan Fontaine, amerykańska aktorka (zm. 2013)
- 2 listopada:
  - Bronisław Dąbrowski, polski duchowny katolicki, biskup pomocniczy warszawski (zm. 1997)
  - Walenty Titkow, polski lekarz, polityk i działacz partyjny (zm. 2013)
- 3 listopada – Irena Nawrocka, polska florecistka (zm. 2009)
- 8 listopada – Zdeněk Škarvada, czeski wojskowy (zm. 2013)
- 11 listopada – Maria Róża Pellesi, włoska zakonnica, błogosławiona katolicka (zm. 1972)
- 16 listopada – Dedë Malaj, albański duchowny katolicki, męczennik, błogosławiony (zm. 1959)
- 18 listopada – Nelly van Balen Blanken, holenderska lekkoatletka, skoczkini wzwyż (zm. 2008)
- 19 listopada – Indira Gandhi, premier Indii (zm. 1984)
- 20 listopada:
  - Robert Byrd, amerykański polityk, senator ze stanu Wirginia Zachodnia (zm. 2010)
  - Erich Leo Lehmann, amerykański statystyk (zm. 2009)
- 22 listopada:
  - Konrad Hejna, żołnierz PSZ na Zachodzie, kawaler Virtuti Militari (zm. 2009)
  - Andrew Fielding Huxley, angielski fizjolog i biofizyk, laureat Nagrody Nobla (zm. 2012)
- 26 listopada – Adele Jergens, amerykańska aktorka (zm. 2002)
- 29 listopada – Pierre Gaspard-Huit, francuski reżyser i scenarzysta (zm. 2017)
- 30 listopada – Joanna Guze, polska tłumaczka, krytyk i historyk sztuki, popularyzator malarstwa (zm. 2009)
- 5 grudnia – Wenche Foss, norweska aktorka (zm. 2011)
- 6 grudnia – Bernard Popp, amerykański duchowny katolicki (zm. 2014)
- 7 grudnia – Jerzy Dowgird, polski koszykarz, trener (zm. 2003)
- 9 grudnia – James Rainwater, amerykański fizyk, laureat Nagrody Nobla (zm. 1986)
- 12 grudnia – Abdusattor Eshonqulov, radziecki lotnik wojskowy, Bohater Związku Radzieckiego (zm. 1997)
- 14 grudnia:
  - Tove Ditlevsen, duńska poetka i prozaiczka (zm. 1976)
  - Arthur O’Neill, amerykański duchowny katolicki (zm. 2013)
- 16 grudnia:
  - Arthur C. Clarke, brytyjski prozaik, pisarz fantastycznonaukowy (zm. 2008)
  - Biem Dudok van Heel, holenderski żeglarz, olimpijczyk (zm. 1995)
- 20 grudnia – David Bohm, amerykański naukowiec zajmujący się fizyką kwantową i filozofią fizyki (zm. 1992)
- 21 grudnia – Heinrich Böll, niemiecki pisarz, laureat Nagrody Nobla (zm. 1985)
- 27 grudnia:
  - Irena Hausmanowa-Petrusewicz, polska lekarka (zm. 2015)
  - Margot Woelk, niemiecka testerka posiłków przygotowywanych dla Adolfa Hitlera (zm. 2014)
- 28 grudnia – Ellis Clarke, trynidadzko-tobagijski polityk (zm. 2010)
- 29 grudnia – Ramanand Sagar, indyjski reżyser i producent filmowy, autor scenariuszy (zm. 2005)
- 31 grudnia – Suzy Delair, francuska piosenkarka i aktorka (zm. 2020)

data dzienna nieznana: 
- Joanna Wilińska, polska dziennikarka, satyryk, scenarzystka filmowa (zm. 2004)

## Zmarli
- 2 stycznia – Edward Burnett Tylor, angielski archeolog, antropolog i etnolog (ur. 1832)
- 10 stycznia – Buffalo Bill (właściwie William F. Cody), twórca i główny bohater objazdowego widowiska o Dzikim Zachodzie (ur. 1846)
- 16 stycznia – George Dewey, admirał marynarki wojennej USA (ur. 1837)
- 30 stycznia – Mucjusz María Wiaux, belgijski lasalianin, święty katolicki (ur. 1841)
- 8 lutego – Mór Déchy, węgierski geograf i podróżnik, autor publikacji naukowych na temat gór, pionier fotografii wysokogórskiej, taternik i alpinista (ur. 1847)
- 10 lutego – John William Waterhouse, brytyjski malarz (ur. 1849)
- 16 lutego – Octave Mirbeau, francuski pisarz, dramaturg, krytyk sztuki, dziennikarz (ur. 1848)
- 20 lutego – Aniela Zamoyska, polska księżna, właścicielka Kozłówki (ur. 1850)
- 25 lutego – Martin Róth, nauczyciel, wybitny spiskoniemiecki działacz turystyczny (ur. 1841)
- 8 marca – Ferdinand von Zeppelin, wynalazca sterowca o sztywnej konstrukcji (ur. 1838)
- 17 marca:
  - Franz Brentano, psycholog, socjolog i filozof niemiecki (ur. 1838)
  - Marian Raciborski, polski botanik, jeden z pierwszych w Polsce paleobotaników (ur. 1863)
- 31 marca – Emil Adolf von Behring, bakteriolog niemiecki, uważany za twórcę immunologii, laureat Nagrody Nobla (ur. 1854)
- 1 kwietnia – Scott Joplin, amerykański kompozytor (ur. 1868)
- 2 kwietnia – Wiktor Schmidt, duchowny rzymskokatolicki (ur. 1841)[3]
- 8 kwietnia – Wilhelm Frankl, as lotnictwa niemieckiego (ur. 1893)
- 9 kwietnia – Edward Thomas, angielski poeta i prozaik (ur. 1878)
- 14 kwietnia – Ludwik Zamenhof, twórca sztucznego języka esperanto (ur. 1859)
- 1 maja – Julian Ochorowicz, polski wynalazca, filozof, psycholog, poeta i publicysta (ur. 1850)
- 20 maja – Filip von Ferrary, francuski kolekcjoner znaczków pocztowych (ur. 1850)
- 25 maja:
  - Maksim Bahdanowicz, białoruski poeta, prozaik, krytyk literacki, historyk (ur. 1891)
  - René Dorme, francuski pilot myśliwski (ur. 1894)
- 30 maja – Johann Hunsdorfer (senior), spiskoniemiecki przewodnik tatrzański (ur. 1850)
- 18 czerwca – Titu Maiorescu, rumuński krytyk literacki i polityk (ur. 1840)
- 1 lipca – Arthur Wilson, brytyjski rugbysta, medalista olimpijski (ur. 1886)
- 15 lipca – Hjalmar Lönnroth, szwedzki żeglarz, olimpijczyk (ur. 1856)
- 27 lipca – Emil Theodor Kocher, chirurg szwajcarski, laureat Nagrody Nobla (ur. 1841)
- 31 lipca – Hedd Wyn, walijski poeta (ur. 1887)
- 13 sierpnia – Eduard Buchner, niemiecki chemik, laureat Nagrody Nobla (ur. 1860)
- 20 sierpnia – Adolf von Baeyer, niemiecki chemik, laureat Nagrody Nobla (ur. 1835)
- 5 września – Marian Smoluchowski, polski fizyk (ur. 1872)
- 11 września – Ödön Téry, węgierski taternik, działacz turystyczny, lekarz (ur. 1856)
- 20 września – José Gallegos Arnosa, hiszpański malarz, rzeźbiarz (ur. 1859)
- 25 września – Stanisław Bronikowski, polski taternik (ur. 1895)
- 27 września – Edgar Degas, malarz i rzeźbiarz francuski (ur. 1834)
- 28 września – Thomas Ernest Hulme, angielski filozof, poeta i tłumacz (ur. 1883)
- 15 października – Mata Hari (właśc. Margaretha Geertruida Zelle), tancerka skazana za szpiegostwo na rzecz Niemiec (ur. 1876)
- 11 listopada – Lydia Liliʻuokalani, ostatnia królowa Hawajów (ur. 1838)
- 15 listopada – Émile Durkheim, francuski filozof, socjolog i pedagog (ur. 1858)
- 17 listopada – Auguste Rodin, francuski rzeźbiarz (ur. 1840)
- 7 grudnia – Ludwig Minkus, austriacki kompozytor (ur. 1826)
- 8 grudnia – Mendele Mojcher Sforim (jid. מענדעלע מוכר־ספֿרים), żydowski pisarz, ojciec literatury jidysz, pionier nowożytnej literatury hebrajskiej (ur. 1836)
- 10 grudnia – Mackenzie Bowell, premier Kanady (ur. 1824)
- 18 grudnia – Józef Brudziński, polski neurolog, pediatra, wykładowca akademicki, działacz społeczny i polityczny (ur. 1874)
- 22 grudnia – Franciszka Ksawera Cabrini, włoska tercjarka franciszkańska działająca w USA, założycielka Sióstr Świętego Serca, święta katolicka (ur. 1850)
- data dzienna nieznana: 
  - Szymon Tatar (młodszy), góral, przewodnik tatrzański i ratownik górski (ur. 1854)

## Nagrody Nobla
- z fizyki – Charles Glover Barkla
- z chemii – nagrody nie przyznano
- z medycyny – nagrody nie przyznano
- z literatury – Karl Gjellerup, Henrik Pontoppidan
- nagroda pokojowa – Międzynarodowy Komitet Czerwonego Krzyża

## Święta ruchome
- Tłusty czwartek: 15 lutego
- Ostatki: 20 lutego
- Popielec: 21 lutego
- Niedziela Palmowa: 1 kwietnia
- Pamiątka śmierci Jezusa Chrystusa: 5 kwietnia
- Wielki Czwartek: 5 kwietnia
- Wielki Piątek: 6 kwietnia
- Wielka Sobota: 7 kwietnia
- Wielkanoc: 8 kwietnia
- Poniedziałek Wielkanocny: 9 kwietnia
- Wniebowstąpienie Pańskie: 17 maja
- Zesłanie Ducha Świętego: 27 maja
- Boże Ciało: 7 czerwca